# Пангабеан, Мараден
Мараден Саур Халомоан Пангабеан (индон. Maraden Saur Halomoan Panggabean), более известный как Мараден Пангабеан (индон. Maraden Panggabean) — индонезийский военный и политический деятель, генерал. Министр обороны Индонезии (1971—1978), главнокомандующий (1973—1978) и начальник штаба (1967—1969) Национальной армии Индонезии.

## Ранние годы жизни
Мараден Пангабеан родился 29 июня 1922 года в городе Тарутунг на Северной Суматре, в батакской семье.
Получив образование, работал учителем в Тарутунге, также занимал пост директора местной школы. В 1942 году, после японской оккупации Индонезии, он оставил работу в школе и решил стать чиновником японской администрации. Однако, вскоре он отказался от этой идеи, предпочтя карьеру военного.

## Военная карьера
В 1943 году Пангабеан вступил в организованное японскими оккупационными властями из индонезийцев ополчение ПЕТА (индон. Pembela Tanah Air — Защитники Родины). В ПЕТА он прошёл начальную военную подготовку, однако, его дальнейшее обучение было прервано после того, как в 1945 году Япония капитулировала и Индонезия провозгласила свою независимость.
Вскоре после провозглашения независимости, Пангабеан вступил в ряды вооружённых сил молодого государства — Службы народной безопасности (индон. Badan Keamanan Rakjat), позже переименованной в Национальную армию Индонезии (индон. Tentara Nasional Indonesia). Во время войны за независимость он служил сначала военным инструктором в Сиболге, а затем — до конца войны — начальником штаба 1-го батальона 4-го полка 10-й дивизии на Суматре.
В 1949—1950 годах Пангабеан служил начальником штаба полка Тапанули (индон. Tapanuli), а в 1950—1959 годах — командующим одним из военных районов Северосуматранского военного округа. В 1957 году проходил обучение на курсах для офицеров пехоты в США. В 1959 году назначен командиром батальона, а затем — командующим военным районом военного округа «Шривиджая».
В начале 1960-х годов служил в качестве судьи военного суда в Макасаре. Во время индонезийско-малайзийской конфронтации был командующим вторым театром военных действий; в это время у него завязываются дружеские отношения с генералом Сухарто, руководившего тогда Командованием стратегического резерва Сухопутных войск.
11 марта 1966 года президент Сукарно, под давлением военных, подписал указ, известный как Суперсемар (индон. Supersemar, от индон. Surat Perintah Sebelas Maret — Указ от 11 марта), согласно которому Сухарто получал право действовать от имени президента. Согласно воспоминаниям Сукарджо Виларджито (индон. Sukardjo Wilardjito), который был в то время телохранителем президента, Пангабеан присутствовал при подписании указа, наряду с генералами Амирмахмудом, Мохаммадом Юсуфом и Басуки Рахматом; при этом Басуки и Пангабеан держали президента под дулом пистолета.
В июле 1966 года Пангабеан был назначен заместителем начальника штаба, а в 1967 году — начальником штаба Сухопутных войск. В 1969 году он возглавил командование Копкамтиб, а в 1971 году — заместителем главнокомандующего армией и министром обороны.
В 1973 году Пангабеан был назначен главнокомандующим Вооружёнными силами. Находясь на этом посту, он имел разногласия с министром иностранных дел Адамом Маликом относительно индонезийской внешней политики в Юго-Восточной Азии. В отличие от Малика, считавшего АСЕАН организацией исключительно экономического сотрудничества, он предлагал использовать её для сотрудничества в области обороны и безопасности; кроме того, Малик выступал против инициативы Пангабеана об участии Индонезии в войне во Вьетнаме. Президент Сухарто во всех этих вопросах поддержал Малика.
В апреле 1978 года Пангабеан ушёл в отставку с занимаемых постов.

## Политическая карьера и общественная деятельность
Кроме военной карьеры, Пангабеан также достиг некоторых успехов в политике и общественной деятельности. В 1973 году он стал членом, а в 1974 году — Председателем Исполнительного совета пропрезидентского блока Голкар, занимая этот пост до 1978 года; в 1978—1988 годах он вновь был заместителем председателя Исполнительного совета. В 1978—1983 годах был министром-координатором по вопросам обороны, права и безопасности, в 1983—1988 годах — председателем Верховного консультативного совета (индон. Dewan Pertimbangan Agung).
В 1988 году Пангабеан оставил политику, однако продолжил общественную деятельность. С 1985 года он был председателем-консультантом Объединённой организации содействия батакским традициям и культуре (индон. Lembaga Permufakatan Adat dan Kebudayaan Batak; LPAKB). В 1989—2000 годах он был покровителем фонда «Бина Бона Пасогит» (индон. Yayasan Bina Bona Pasogit) — благотворительной организации, которая оказывала помощь пострадавшим от землетрясения жителям его родного города Тарутунг.

## Смерть
Мараден Пангабеан скончался 22 мая 2000 года в Джакарте после перенесённого инсульта.

## Семья
Женой Пангабеана была Мейда Сеймина Тамбунан (индон. Meida Seimima Tambunan), у них было четверо детей. Семья придерживалась протестантского вероисповедания.

## Награды
- Орден «Звезда Республики Индонезии» 2-й степени (1973)[5];
- Почётный гранд-командор Ордена Лояльности Короне Малайзии[англ.] (1971)[6]